# Powiat starogardzki

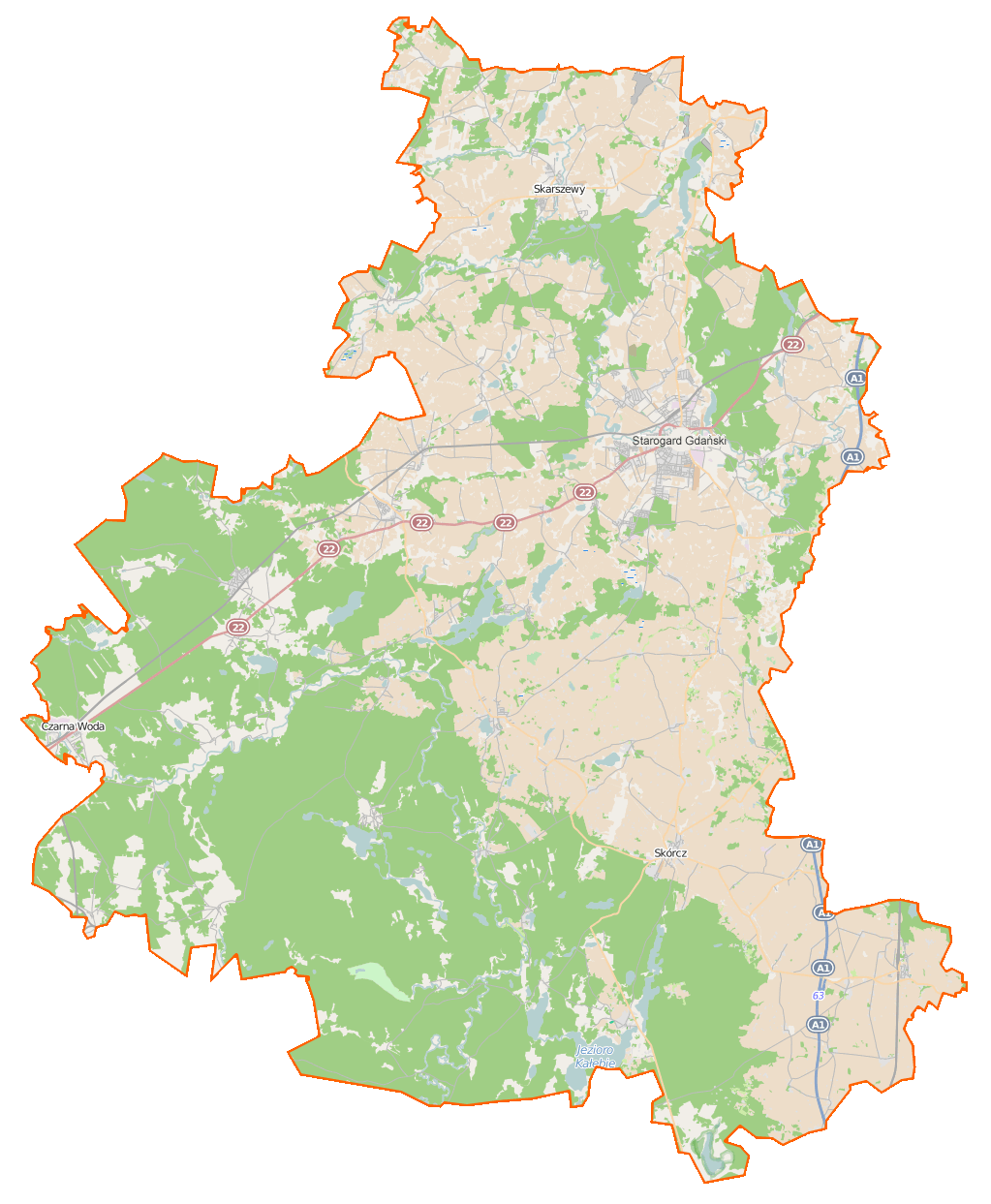
Mapa powiatu

Powiat starogardzki – powiat w Polsce (województwo pomorskie), utworzony w 1999 roku w ramach reformy administracyjnej. Jego siedzibą jest miasto Starogard Gdański. Obejmuje tereny Kociewia. Na terenie powiatu znajduje się arboretum w Wirtach.
Według danych z 31 grudnia 2019 roku powiat zamieszkiwało 128 186 osób. Natomiast według danych z 31 grudnia 2023 roku powiat zamieszkiwały 125 208 osoby.

## Miasta i gminy w powiecie
W skład powiatu wchodzą:
- miasta: Czarna Woda, Skórcz, Starogard Gdański, Skarszewy
- gminy miejskie: Skórcz, Starogard Gdański
- gminy miejsko-wiejskie: Czarna Woda, Skarszewy
- gminy wiejskie: Bobowo, Kaliska, Lubichowo, Osieczna, Osiek, Skórcz, Smętowo Graniczne, Starogard Gdański, Zblewo

## Demografia

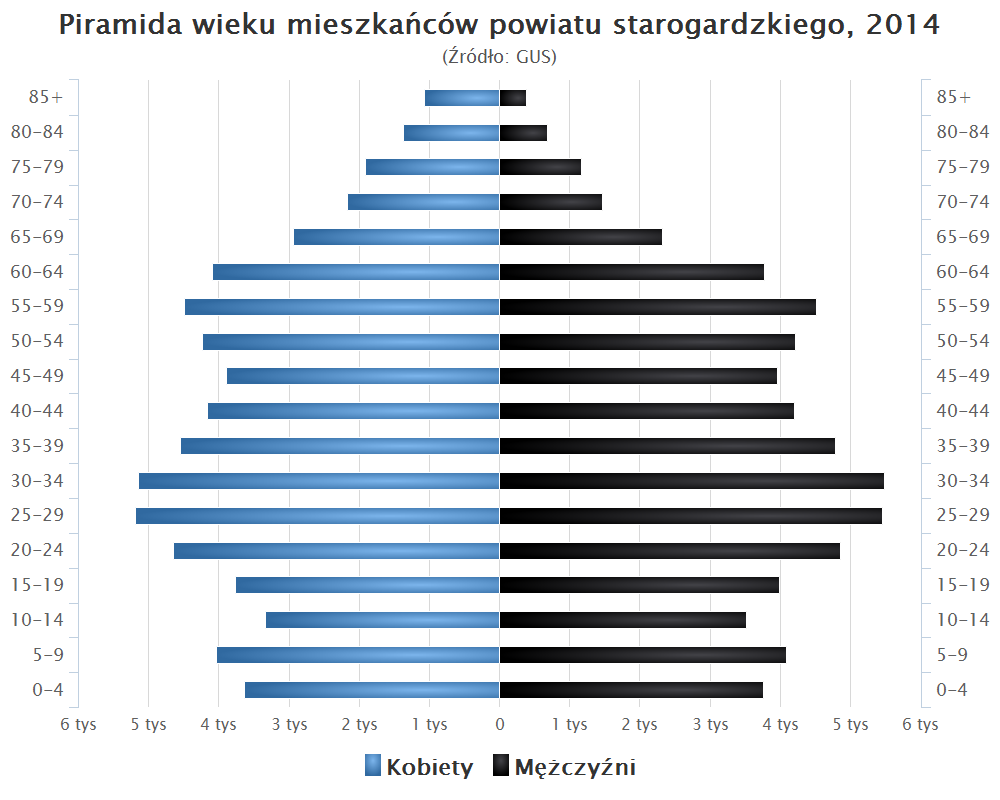
Piramida wieku mieszkańców powiatu starogardzkiego w 2014 roku

Liczba ludności (dane z 30 czerwca 2013):
|        | Ogółem  | Ogółem | Kobiety | Kobiety | Mężczyźni | Mężczyźni |
| osób   | %       | osób   | %       | osób    | %         |           |
| ------ | ------- | ------ | ------- | ------- | --------- | --------- |
| Ogółem | 127 112 | 100    | 64 483  | 50,73   | 62 629    | 49,27     |
| Miasto | 62 696  | 49,32  | 32 418  | 25,50   | 30 278    | 23,82     |
| Wieś   | 64 416  | 50,68  | 32 065  | 25,23   | 32 351    | 25,45     |

▶Wieś vs ▶miasto
Ogółem (▶k, ▶m)
Miasto (▶k, ▶m)
Wieś (▶k, ▶m)

### Ludność w latach
|      | \| Lata \| Ludność[7] (stan na 31 grudnia) \| \| ---- \| ------------------------------- \| \| 1999 \| 119 357 \| \| 2000 \| 119 913 \| \| 2001 \| 120 463 \| \| 2002 \| 120 757 \| \| 2003 \| 120 931 \| \| 2004 \| 121 414 \| \| 2005 \| 121 878 \| \| 2006 \| 122 116 \| \| 2007 \| 122 794 \| \| 2008 \| 123 586 \| \| 2009 \| 124 056 \| \| 2010 \| 124 646 \| \| 2011 \| 126 816 \| \| 2012 \| 127 097 \| |
| Lata | Ludność (stan na 31 grudnia) |
| 1999 | 119 357 |
| 2000 | 119 913 |
| 2001 | 120 463 |
| 2002 | 120 757 |
| 2003 | 120 931 |
| 2004 | 121 414 |
| 2005 | 121 878 |
| 2006 | 122 116 |
| 2007 | 122 794 |
| 2008 | 123 586 |
| 2009 | 124 056 |
| 2010 | 124 646 |
| 2011 | 126 816 |
| 2012 | 127 097 |

## Rada Powiatu
| Ugrupowanie                       | 2002-2006  | 2006-2010 | 2010-2014 | 2014-2018 | 2018-2023 |
| --------------------------------- | ---------- | --------- | --------- | --------- | --------- |
| Samoobrona                        | 2          | -         | -         | -         | -         |
| Sojusz Lewicy Demokratycznej      | 8 (SLD-UP) | 2 (LiD)   | 2         | -         | -         |
| Liga Polskich Rodzin              | 2          | -         | -         | -         | -         |
| Stowarzyszenie Kociewskie         | 5          | 7         | 8         | 7         | 7         |
| Polskie Stronnictwo Ludowe        | 1          | -         | 1         | 5         | 1         |
| Porozumienie Prawicy Samorządność | 7          | -         | -         | -         | -         |
| Prawo i Sprawiedliwość            | -          | 7         | 3         | 4         | 6         |
| Platforma Obywatelska             | -          | 9         | 11        | 7         | -         |
| Stowarzyszenie Nasz Starogard     | -          | -         | -         | 2         | 4         |
| Koalicja Obywatelska              | -          | -         | -         | -         | 7         |

## Sąsiednie powiaty
- pomorskie:  powiat chojnicki,  powiat gdański,  powiat kościerski,  powiat tczewski
- kujawsko-pomorskie:  powiat świecki,  powiat tucholski

## Zabytki
Teren Powiatu Starogardzkiego posiada liczne zabytki, które są wpisane do Rejestru Zabytów Województwa pomorskiego. Najcenniejsze z nich to m.in.:
- zamek joannitów oraz zespół średniowiecznych obwarowań miejskich w Skarszewach[13]
- zespół murów obronnych wraz z Basztą Młyńską, Basztą Narożną i Basztą Bramy Gdańskiej w Starogardzie Gdańskim[13]

Dużą grupę stanowią również świątynie, czyli zabytki architektury sakralnej, które pochodzą z okresu średniowiecza:
- pw. św. Mateusza w Starogardzie Gdańskim[13]
- pw. św. Wojciecha w Bobowie[13]
- pw. św. Michała Archanioła w Skarszewach[13]
- pw. św. Jana Nepomucena w Godziszewie[13]
- pw. Zwiastowania NMP w Pączewie[13]
- pw. św. Michała Archanioła w Obozinie[13]
- pw. Wszystkich Świętych w Skórczu[13]
- pw. św. Trójcy w Kościelnej Jani[13]
- pw. św. Barbary w Lalkowach[13]
- pw. św. Barbary w Kokoszkowych[13]
- pw. Podwyższenia Krzyża Świętego w Dąbrówce[13]
- pw. św. Wawrzyńca w Jabłowie[13]
- pw. św. Katarzyny w Klonówce[13]
- pw. św. Marcina w Barłożnie[13]